# 팔정도

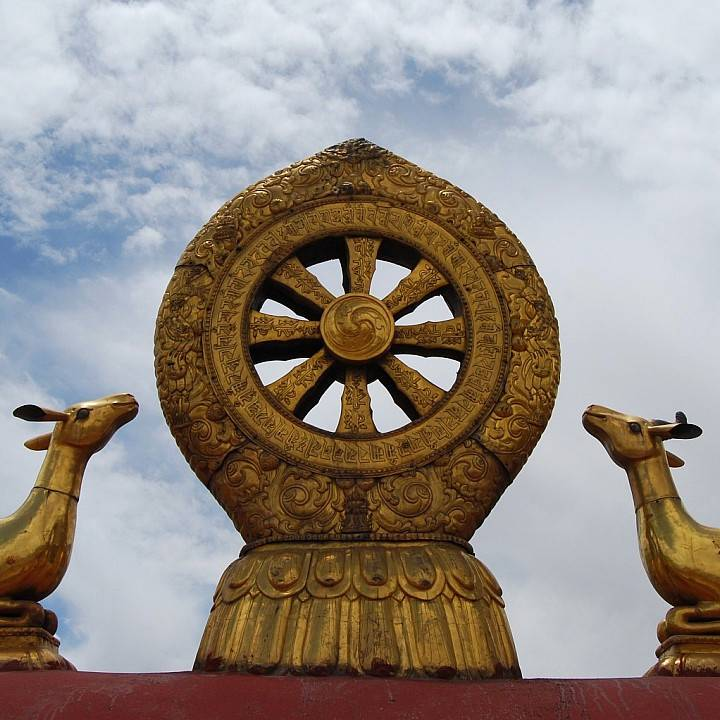

8정도(八正道, 산스크리트어: āryāṣṭāṅgamārga, 팔리어: pa ariyo aṭṭhaṅgiko maggo, 영어: Noble Eightfold Path), 8성도(八聖道) 또는 8지성도(八支聖道)는 사성제 가운데 마지막의 도제에서 가르치는, 깨달음(멸제)을 성취하는 원인이 되는 "여덟 개의 부분으로 이루어진 성스러운 길, 수단 또는 실천 덕목"이다. 7과 37도품의 마지막 그룹인 제7과의 수행법이다. 8정도의 반대를 8사(八邪) 또는 8사행(八邪行)이라 한다. 8정도를 청정한 수행 또는 실천이라는 뜻에서 범행(梵行)이라고도 한다. 8정도를 구하는 것을 범행구(梵行求)라고 한다.
팔리어에서 길(道)은 막고(maggo)라는 단수형으로 표시되어 있는데, 이것은 여덟 개의 길이 전체로서 하나를 이루고 있으며 또한 각각의 길은 나머지 일곱을 포함한다는 것을 의미한다. 즉, 여덟 개의 길 가운데 어느 하나가 실천되면 다른 일곱 개의 길이 그 하나에 포함되어 동시에 행하여지는, 서로 포섭하는 관계에 있다. 이러한 취지에 따라, 팔정도의 영어 번역어도 'Noble Eightfold Path (고귀한 팔중의 길)'라고 하여 길(Path)을 복수가 아닌 단수로 표현하고 있으며, 여덟도 단순한 여덟(eight)이 아닌 팔중(eightfold, 八重)으로 표현하고 있다.
팔정도의 여덟 구성요소 또는 여덟 개의 길은 다음과 같다.
1. 정견(正見): 바르게 보기
2. 정사유(正思惟) · 정사(正思): 바르게 생각하기
3. 정어(正語): 바르게 말하기
4. 정업(正業): 바르게 행동하기
5. 정명(正命): 바르게 생활하기
6. 정정진(正精進) · 정근(正勤): 바르게 정진하기
7. 정념(正念): 바르게 깨어 있기
8. 정정(正定): 바르게 삼매(집중)하기

## 팔정도
8정도는 고집멸도(苦集滅道)의 4성제 중 마지막 도제(道諦)의 구체적 내용으로서 설명된 것이다. 고집멸도의 4성제는 집과 고라는 연기하는 항목과 도와 멸이라는 연기(緣起)하는 항목을 합하여 구성되어 있다. 여기에서 집은 고의 원인 또는 인연이 되며, 도는 멸의 원인 또는 인연이 된다. 고집멸도는 고통의 원인이 집착 또는 갈애이며 고통을 소멸시키는 원인 또는 수단이 도라는 연기관계를 밝힌 것이다.
상좌부 불교에서는 8정도가 순차적인 단계가 아니라 완전한 깨달음 즉 열반에 도달하는데 필요한 구성요소들을 나열한 것으로 서로가 서로를 돕는 관계에 있다고 본다. 하지만, 실천 수행이라는 측면에서는 8정도를 크게 계(戒) · 정(定) · 혜(慧)의 3학(三學)으로 분류하여 보는데, 정견 · 정사유가 혜에 속하며, 정어 · 정업 · 정명이 계에 속하며, 정정진 · 정념 · 정정이 정에 속한 것으로 분류한다. 그리고, 계 · 정 · 혜는 서로를 도와 깨달음을 증득하게 하는 것이지만, 크게 보아 계에 의지하여 정을 득하고, 정에 의지하여 혜를 득한다고 본다.
8정도의 구체적인 내용은 다음과 같다.

### 정견
정견(正見, 산스크리트어: samyag-drsti, 팔리어: sammā-ditthi)은 바른 견해라는 뜻이며, 엄밀한 뜻으로는, 인과의 도리, 즉 원인과 결과의 법칙, 즉 연기법을 바르게 아는 지혜를 뜻한다. 이러한 뜻의 정견은 8사행 가운데 사견(邪見)의 반대이며, 또한 유신견 · 변집견 · 사견 · 견취 · 계금취의 5견(五見) 가운데 사견의 반대이며, 10악(十惡) 가운데 사견의 반대이다. 이 경우, 정견은 수행이라는 측면에서는 12연기 · 4성제 · 3학 · 6바라밀로 대표되는 인과의 법칙 즉 연기법이라는 이치 또는 진리를 체득하는 것을 의미한다. 한편, 모든 선법(善法)을 세간법과 출세간법으로 나눌 때, 12연기 · 4성제 · 3학 · 6바라밀은 출세간법에 속한다. 즉 무루의 선법, 달리 말하면, 성인의 선법 즉 성인이 수행하는 선법 또는 완전한 성인 즉 부처가 되게 하는 선법에 속한다.
정견은, 보다 넓은 뜻으로는, 5견(五見)을 멀리 떠난 상태를 말한다. 달리 말하면, 불교에서 인정하는 바른 세계관 또는 인생관 모두를 가리킨다. 즉 정견은 4성제와 연기법을 비롯한 모든 불교의 진리들에 대한 유루 · 무루의 지혜들을 통칭한다. 이 경우의 정견은 부정견(不正見) 또는 악견(惡見)의 반대이다. 이 경우, 정견은 수행이라는 측면에서는 갖가지 부정견을 약화시키거나 멀리 떠난 상태를 득하는 것을 의미한다.
《대비바사론》·《구사론》 등에 따르면 이 후자의 보다 넓은 뜻으로서의 정견은 크게 유루정견(有漏正見)과 무루정견(無漏正見)으로 나뉜다.
유루정견은 세간정견(世間正見) 또는 세속정견(世俗正見)이라고도 하는데, 유루의 정견으로 유루혜에 속하며 다시 문혜 · 사혜 · 수혜의 3혜 또는 3혜에 생득혜를 더한 4혜로 나뉜다. 이들 유루혜는 범부의 지혜이며, 부정견 등의 번뇌를 약화시킬 수는 있어도 번뇌를 끊지는 못하는 지혜이다.
무루정견은 출세간정견(出世間正見)이라고도 하며 유학정견 · 무학정견으로 나뉘는데, 무루의 정견으로 무루혜에 속한다. 무루혜는 성인의 지혜이며, 부정견 등의 번뇌를 끊을 수 있는 지혜이다. 계율을 바탕으로 하여 유루혜 즉 문혜 · 사혜 · 수혜의 3혜를 닦는 것은 무루혜를 증득하는 길이 되며, 따라서 범부가 닦아야 할 바이다.

### 정사유
정사유(正思惟) 또는 정사(正思)는 올바른 사고방식 또는 올바른 마음가짐을 가리킨다. 즉, 항상 올바른 지혜에 의해서 바르게 사유(思惟)하고 나 자신의 본분은 무엇인가, 나 자신은 무엇을 하여야 할 것인가를 생각하는 것이다.

### 정어
정어(正語)는 올바른 언어적 행위를 가리킨다. 올바른 견해나 올바른 사고방식에 입각한 말은 올바른 말이 되며, 구체적으로는 행하지 않아야 할 것으로 거짓말(妄言 · 망언), 욕설(惡口 · 악구), 중상(兩舌 · 양설), 쓸데없는 말(綺語 · 기어)의 4가지를 행하지 않는 것을 들 수 있으며, 행해야 할 것으로는 성실하고 정다운 말로 사람을 대하는 것을 들 수 있다.

### 정업
정업(正業)은 올바른 행위를 가리킨다. 신(身: 몸) · 구(口: 입) · 의(意: 마음)의 3업을 바르게 하여, 사성제 · 연기의 법칙 · 인과의 법칙 등의 이치와 진리에 합당한 생활을 하는 것이다.

### 정명
정명(正命)은 올바른 생계수단을 가리킨다. 재가자는 살생, 인신 매매, 마약거래, 술, 등으로 생계를 유지하지 않고,
출가자는 점을 치거나 관상, 천문, 풍수에 의존하여 생활하지 않는 것이 바른 생계수단이다.

### 정정진
정정진(正精進) 또는 정근(正勤)은 올바른 노력 또는 올바른 용기를 가리킨다. 용기와 노력을 가지고 길을 나아감으로써 열반을 성취할 수 있다는 것을 뜻한다.

### 정념
정념(正念, 산스크리트어: samyak-smṛti, 팔리어: sammāsati) 즉 바른 기억은 세심한 염(念, 산스크리트어: smṛti,
팔리어: sati,
영어: mindfulness,
awareness, 깨어 있음) 즉 주의력을 가지고 수행에 임하며, 또한 생활에서는 자신과 주변의 입장에 대해 세심하게 주의를 기울이는 사려 깊은 태도로 일에 임한다는 것을 뜻한다.
대승불교의 유식유가행파와 법상종의 주요 논서인, 무착의 《대승아비달마집론》, 세친의 《대승오온론》, 호법 등의 《성유식론》 등에 따르면 정념(正念)의 반대는 망념(妄念: 미망한 집착하는 생각)이 아닌, 실념(失念,
산스크리트어: muṣitasmṛtitā,
영어: forgetfulness) 또는 망념(忘念)이며, 이 두 낱말의 한자어 문자 그대로의 뜻은 모두 '잊어버린 기억, 잊어버린 께어있음, 또는 잊어버린 마음챙김'인데 모두 '정념(正念)을 잃음'을 뜻한다.
정념은 서양에서 마음챙김(MBSR)이란 명상법으로 유명하다.

### 정정
정정(正定)은 올바른 선정(禪定)을 가리킨다. 선정을 통해 마음이 안정되고 고요해짐에 따라 이에 의해 사물을 정확하게 보는 정견(正見), 즉 올바른 견해 또는 지혜가 발현되며 이에 따라 정업(正業) · 정명(正命) 등의 올바른 행동과 생활을 할 수가 있다는 것을 뜻한다. 대승불교의 교의에 따르면 선정 바라밀은 지혜 바라밀이 발현되게 하는 직접적인 수단 또는 원인이다.

## 같이 보기
- 삼십칠도품
- 사정근
- 삼신 (불교)

## 참고 문헌
- 이 문서에는 다음커뮤니케이션(현 카카오)에서 GFDL 또는 CC-SA 라이선스로 배포한 글로벌 세계대백과사전의 내용을 기초로 작성된 글이 포함되어 있습니다.
- 곽철환 (2003). 《시공 불교사전》. 시공사 / 네이버 지식백과. |title=에 외부 링크가 있음 (도움말)
- 구나발타라(求那跋陀羅) 한역 (K.650, T.99). 《잡아함경(雜阿含經)》. 한글대장경 검색시스템 - 전자불전연구소 / 동국역경원. K.650(18-707), T.99(2-1). |title=에 외부 링크가 있음 (도움말)
- 권오민 (2003). 《아비달마불교》. 민족사.
- 사리자 설, 현장 한역, 송성수 번역 (K.946, T.1536). 《아비달마집이문족론》. 한글대장경 검색시스템 - 전자불전연구소 / 동국역경원. K.946(24-1183), T.1536(26-367). |title=에 외부 링크가 있음 (도움말)
- 세친 지음, 현장 한역, 권오민 번역 (K.955, T.1558). 《아비달마구사론》. 한글대장경 검색시스템 - 전자불전연구소 / 동국역경원. K.955(27-453), T.1558(29-1). |title=에 외부 링크가 있음 (도움말)
- 안혜 지음, 지바하라 한역, 조환기 번역 (K.619, T.1613). 《대승광오온론》. 한글대장경 검색시스템 - 전자불전연구소 / 동국역경원. K.619(17-641), T.1613(31-850). |title=에 외부 링크가 있음 (도움말)
- 운허.  동국역경원 편집, 편집. 《불교 사전》. |title=에 외부 링크가 있음 (도움말)
- 호법 등 지음, 현장 한역, 김묘주 번역 (K.614, T.1585). 《성유식론》. 한글대장경 검색시스템 - 전자불전연구소 / 동국역경원. K.614(17-510), T.1585(31-1). |title=에 외부 링크가 있음 (도움말)
- 황욱 (1999). 《무착[Asaṅga]의 유식학설 연구》. 동국대학원 불교학과 박사학위논문.
- (중국어) 구나발타라(求那跋陀羅) 한역 (T.99). 《잡아함경(雜阿含經)》. 대정신수대장경. T2, No. 99, CBETA. |title=에 외부 링크가 있음 (도움말)
- (중국어) 사리자 설, 현장 한역 (T.1536). 《아비달마집이문족론(阿毘達磨集異門足論)》. 대정신수대장경. T26, No. 1536, CBETA. |title=에 외부 링크가 있음 (도움말)
- (중국어) 星雲. 《佛光大辭典(불광대사전)》 3판. |title=에 외부 링크가 있음 (도움말)
- (중국어) 무착 조, 현장 한역 (T.1602). 《현양성교론(顯揚聖教論)》. 대정신수대장경. T31, No. 1602, CBETA. |title=에 외부 링크가 있음 (도움말)
- (중국어) 무착 조, 현장 한역 (T.1605). 《대승아비달마집론(大乘阿毘達磨集論)》. 대정신수대장경. T31, No. 1605, CBETA. |title=에 외부 링크가 있음 (도움말)
- (중국어) 세친 조, 현장 한역 (T.1558). 《아비달마구사론(阿毘達磨俱舍論)》. 대정신수대장경. T29, No. 1558, CBETA. |title=에 외부 링크가 있음 (도움말)
- (중국어) 세친 조, 현장 한역 (T.1612). 《대승오온론(大乘五蘊論)》. 대정신수대장경. T31, No. 1612, CBETA. |title=에 외부 링크가 있음 (도움말)
- (중국어) 세친 조, 현장 한역 (T.1614). 《대승백법명문론(大乘百法明門論)》. 대정신수대장경. T31, No. 1614, CBETA. |title=에 외부 링크가 있음 (도움말)
- (중국어) 안혜 조, 지바하라 한역 (T.1613). 《대승광오온론(大乘廣五蘊論)》. 대정신수대장경. T31, No. 1613, CBETA. |title=에 외부 링크가 있음 (도움말)
- (중국어) 안혜 조, 현장 한역 (T.1606). 《대승아비달마잡집론(大乘阿毘達磨雜集論)》. 대정신수대장경. T31, No. 1606, CBETA. |title=에 외부 링크가 있음 (도움말)
- (중국어) 호법 등 지음, 현장 한역 (T.1585). 《성유식론(成唯識論)》. 대정신수대장경. T31, No. 1585, CBETA. |title=에 외부 링크가 있음 (도움말)